# Васілаць
Васілаць, Васілаці (рум. Vasilați) — село у повіті Келераш в Румунії. Входить до складу комуни Васілаць.
Село розташоване на відстані 32 км на південний схід від Бухареста, 71 км на захід від Келераші.

## Населення
За даними перепису населення 2002 року у селі проживали 3640 осіб, з них 3637 осіб (99,9%) румунів. Рідною мовою 3639 осіб (> 99,9%) назвали румунську.